# Gabriele Kröcher-Tiedemann
Gabriele Kröcher-Tiedemann, coneguda pel nom de guerra «Nada» o «Nadja», (Ziegendorf, Mecklemburg-Pomerània Occidental, 18 de maig de 1951 - ?, 7 d'octubre de 1995) fou una sociòloga anarquista alemanya, militant del grup armat Moviment 2 de Juny i posteriorment vinculada a la segona generació de la Fracció de l'Exèrcit Roig, fou esposa de Norbert Kröcher, amb qui es casà el 1971.

## Inicis i joventut
Gabi Kröcher estudià batxillerat en el Bavink Gymnasium a Bielefeld. Posteriorment, estudià i es graduà en Ciències polítiques i Sociologia a Berlín. En aquells anys s'uneix a una comuna vinculada al moviment comunista de Berlín, on s'incorpora posteriorment al moviment de resistència i clandestinitat contra les Forces Armades dels Estats Units d'Amèrica que ocupaven Alemanya després de la Segona Guerra Mundial.
El 1973 fou arrestada després de participar en un tiroteig contra la policia a Bochum, Alemanya, i condemnada a vuit anys de presó.

## Camí de la lluita armada
Alliberada després d'una estada breu a la presó, el 1975 participà en el segrest de Peter Lorenz, president de la Unió Demòcrata Cristiana d'Alemanya a Berlín. El 3 de març de 1975, fou reconeguda al costat d'altres membres del Moviment 2 de Juny, grup anarquista alemany liderat per Heinrich Albertz, quan entrenaven tècniques de guerrilla urbana al Iemen del Sud.
El 21 de desembre de 1975 participà al costat d'Ilich Ramírez Sánchez conegut com a «Carlos el Xacal», Hans Joachim Klein i altres membres de la Fracció de l'Exèrcit Roig en l'assalt a la seu de l'Organització de Països Exportadors de Petroli (OPEP) a Viena. En aquest segrest, Kröcher, qui utilitzà el pseudònim de «Nada», assassinà un policia austríac desarmat que complia funcions de porter de l'edifici i després, d'un tret al cap, a un guardaespatlles iraquià que forcejà amb ella i intentà capturar-la. El grup segrestà diversos ministres de les delegacions petrolieres, i escapà cap a Alger posteriorment.
El novembre de 1977, dirigí un escamot del Moviment 2 de Juny que segrestà a l'empresari Walter Palmers, un milionari de la indústria tèxtil austríaca, del qual aconseguiren obtenir la suma de quatre milions de marcs per la seva llibertat.
El 20 de desembre de 1977 fou detinguda al costat de Christian Möller a Delémont, Suïssa, quan intentaren travessar la frontera cap a França, amb un vehicle carregat d'armes i explosius. En ser arrestada disparà contra la policia suïssa ferint dos funcionaris duaners. Fou processada i condemnada a 15 anys de presó en diferents presons suïsses.

## Final
El 18 de desembre de 1987, després d'haver complert dos terços de la pena, fou deportada cap a la República Federal d'Alemanya per acabar de complir el termini de la pena i esbrinar detalls sobre la seva participació en el segrest dels representants de l'OPEP a Viena, el desembre de 1975 sent assenyalada per «Carlos el Xacal» d'haver comès la major part dels atacs a la seu de l'edifici. En el judici a la Cort de Colònia, tots els testimonis es negaren a declarar contra ella per temor a represàlies, pel qual fou absolta el 22 de maig de 1990, després d'una carta pública d'Ilich Ramírez Sánchez amenaçant els testimonis.
Finalment, fou alliberada de presó el 1991 encara que continuà patint d'un delicat estat de salut i morí de càncer el 7 d'octubre de 1995, a l'edat de 44 anys.